# Fadila
Ânia Aurélia Fadila (em latim: Annia Aurelia Fadilla; 159 - depois de 211), conhecida apenas como Fadila, foi uma influente princesa romana, uma das filhas do imperador romano Marco Aurélio e da imperatriz Faustina Menor. Ela era irmã da imperatriz Lucila e do imperador Cômodo. Seu nome é uma homenagem à sua finada tia materna, Aurélia Fadila. O cognome Fadila era utilizado pela mãe e meia-irmã do imperador anterior e seu avô materno, Antonino Pio, casado com Faustina Maior. Os avós paternos de Fadila eram Domícia Lucila e o pretor Marco Ânio Vero.

## História
Fadila nasceu e foi criada em Roma e, durante o reinado do pai, casou-se com o senador - e, posteriormente, duas vezes cônsul e áugure - Marco Peduceu Pláucio Quintilo, um sobrinho do co-imperador Lúcio Vero, que reinou com o pai de Fadila entre 161 e 169 e era filho adotivo de Antonino Pio. A mãe de Pláucio Quintilo era uma nobre chamada Ceiônia Fábia, uma das irmãs de Lúcio Vero. O casal teve dois filhos: (Pláucio) Quintilo e Pláucia Servila.
Quando Marco Aurélio morreu, em 180, o irmão de Fadila, Cômodo, o sucedeu. Durante o reinado dele, Fadila e sua família viveram num palácio privativo no monte Capitolino, na capital, o mesmo que seria, muito depois, concedido à mãe do imperador Heliogábalo (r. 218-222) à sua mãe. Pláucio Quintilo se tornou um dos principais conselheiros de Cômodo.
De acordo com Herodiano ("História do Império Romano" 1.13.1), Fadila alertou o irmão que Marco Aurélio Cleandro, um prefeito pretoriano, estaria se tornando poderoso demais. Com a ajuda de uma de suas irmãs, ela descobriu e revelou uma conspiração palaciana cujo objetivo era derrubar Cômodo em 189.